# Виписні козаки
Виписні козаки (випищики) — українські козаки, виключені рішеннями уряду Речі Посполитої з козацьких реєстрів (списків) наприкінці 15 — першій половині 17 століть. 
Після утворення у 1572 році реєстрового козацького війська кількість занесених до реєстру козаків часто змінювалася, в тому числі й у бік зменшення. Переважно це відбувалося після поразки козацько-селянських повстань. Так, після придушення повстань 1637—1638 років (Павлюка повстання, Острянина повстання) і прийняття сеймом Речі Посполитої «Ординації Війська Запорізького…» козацький реєстр було зменшено з 8 до 6 тисяч козаків. 2 тисячі не були вписані до реєстру і стали виписними козаками. Однак чисельність цієї категорії козаків була значно більшою. Після Куруківської угоди 1625 року їх було понад 20 тисяч.
Виписним козакам було заборонено називатися козаками, утворювати військові загони, обирати собі старшину і навіть проживати на «волості» (в місцях розселення реєстрових козаків). Не підлягали вони і козацькому судочинству. Вони повинні були повернутися до одного зі станів тогочасного українського суспільства (селянства чи міщанства). Незадоволені своїм становищем, вони часто переходили на Запорозьку Січ і активно включалися у національно-визвольну боротьбу проти шляхетської Речі Посполитої.